# ران استیل
ران استیل (انگلیسی: Ron Still؛ زادهٔ ۱۰ ژوئن ۱۹۴۳) بازیکن فوتبال اهل بریتانیا است.
از باشگاه‌هایی که در آن بازی کرده‌است می‌توان به باشگاه فوتبال برنتفورد و باشگاه فوتبال نوتس کانتی اشاره کرد.